# Анисимов, Василий Кондратьевич
Васи́лий Кондра́тьевич Ани́симов (1912—1976) — участник Великой Отечественной войны, старшина, механик-водитель танка Т-34 3-го танкового батальона 50-й гвардейской танковой бригады (9-го гвардейского танкового корпуса 2-й гвардейской танковой армии 1-го Белорусского фронта), Герой Советского Союза.

## Биография
Родился в 1912 году в с. Дубовское (ныне — Дубовский район, Ростовская область) в семье крестьянина. Русский.
В пятилетнем возрасте остался сиротой. Воспитывался в детском доме. Получил начальное образование. С 1932 года работал в Дубовском мясосовхозе.
В 1941 году был призван в ряды Красной Армии Зимовниковским РВК.
На фронтах Отечественной войны с февраля 1944 года. Воевал на 1-м Белорусском фронте.
К январю 1945 года экипаж танка гвардии старшины В. К. Анисимова подбил свыше 20 орудий, 7 тягачей, уничтожил 12 пулемётных точек, много другой боевой техники и живой силы противника.
После окончания В. К. Анисимов поселился на Полтавщине. Некоторое время был на хозяйственной работе, а с 1948 года работал на полтавском стеклозаводе. Часто выступал перед полтавчанами, рассказывал им о боевых походах, героизме советских воинов в годы Великой Отечественной войны.
Умер 10 апреля 1976 года в Полтаве. Похоронен в Полтаве на Куликовском кладбище

## Награды
- Герой Советского Союза (Указом Президиума Верховного Совета СССР от 27 февраля 1945 года за образцовое выполнение боевых заданий командования и проявленные при этом мужество и героизм гвардии старшине Василию Кондратьевичу Анисимову присвоено звание Героя Советского Союза с вручением ордена Ленина и медали «Золотая Звезда» (№ 5751).
- Награждён орденом Ленина, орденами Славы 2-й и 3-й степени, медалями.